# 8564 Anomalocaris
8564 Anomalocaris (1995 UL3) là một tiểu hành tinh nằm phía ngoài của vành đai chính được phát hiện ngày 17 tháng 10 năm 1995 bởi Y. Shimizu và T. Urata ở Đài thiên văn Nachi-Katsuura.